# フォックスハンティング
フォックスハンティング（英語: Fox hunting）とは、一定の範囲内に設置、あるいは移動する無線送信機を無線受信機を用い追跡・発見する技術、またはその技術を用いた競技である。

## 概要
遊びもしくは競技としてのフォックスハンティングはARDFに酷似しているが、ARDFは日本アマチュア無線連盟が基本的ルールを定めているのに対し、フォックスハンティングは特に公式ルールが存在しない。
そのためルールは主催者ごとに異なり、ARDFと同義語として用いられる場合もあるが、ローカルルールが多かったり特異なルールがあったりするARDFをフォックスハンティングと呼ぶ場合が多い。
具体的には、競技者が自動車を用いて探査する(モービル・フォックスハンティング)、送信機が移動する等が挙げられる。
ARDF同様に電波の受信を受信し三角測定等によって送信機までの距離、方位などを割り出す能力のほか、反射やフェージング等の状況、定点観測などから移動方向と予想されるルートを地図上から素早く見つけ出す能力が求められる。

## 応用例
技術手法としてのフォックスハンティングは、上記手法で電波発信機付きの対象を追跡したり発見する行為である。主に以下のような用途に利用される。
- 動物に取り付けた電波発信機を利用しての生態調査
- 山岳遭難者(雪崩ビーコン)の捜索
- 墜落機や遭難船の捜索
- ブラックボックスの捜索
- 犯罪者等の追跡
- 盗難品等の発見
- 無線盗聴器の発見
- 不法無線局の取り締まり